# Douglas C-47 Dakota/Skytrain
Il Douglas C-47, designato Skytrain negli esemplari destinati agli Stati Uniti d'America e Dakota a quelli destinati al Regno Unito, è un bimotore da trasporto tattico a uso militare prodotto dall'azienda statunitense Douglas negli anni quaranta.
Derivato dal DC-3 civile, venne largamente utilizzato dall'USAAF e dalla RAF nella seconda guerra mondiale e rimase in linea con i reparti operativi fino agli anni cinquanta, con alcuni esemplari tuttora in servizio.

## Storia del progetto
Nel corso della seconda guerra mondiale, le forze armate alleate utilizzarono i C-47 e DC-3 modificati per il trasporto di truppe, materiali e feriti. Vennero prodotti più di 10 000 esemplari negli stabilimenti Douglas di Long Beach e Santa Monica e nello stabilimento di Oklahoma City. In quest'ultimo ne vennero prodotti 5 354 tra marzo 1943 e agosto 1945.

## Impiego operativo

### Seconda guerra mondiale

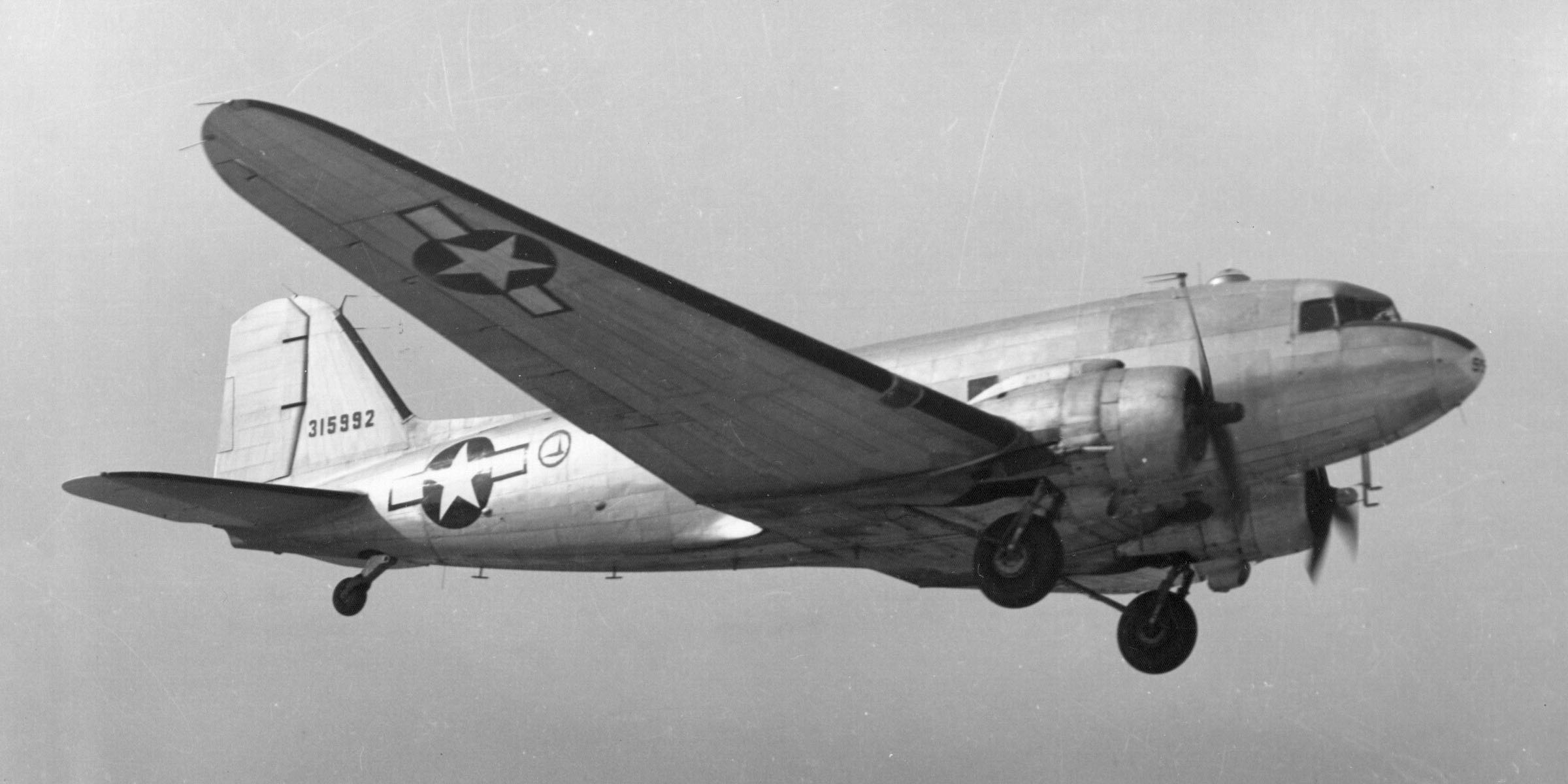
C-47

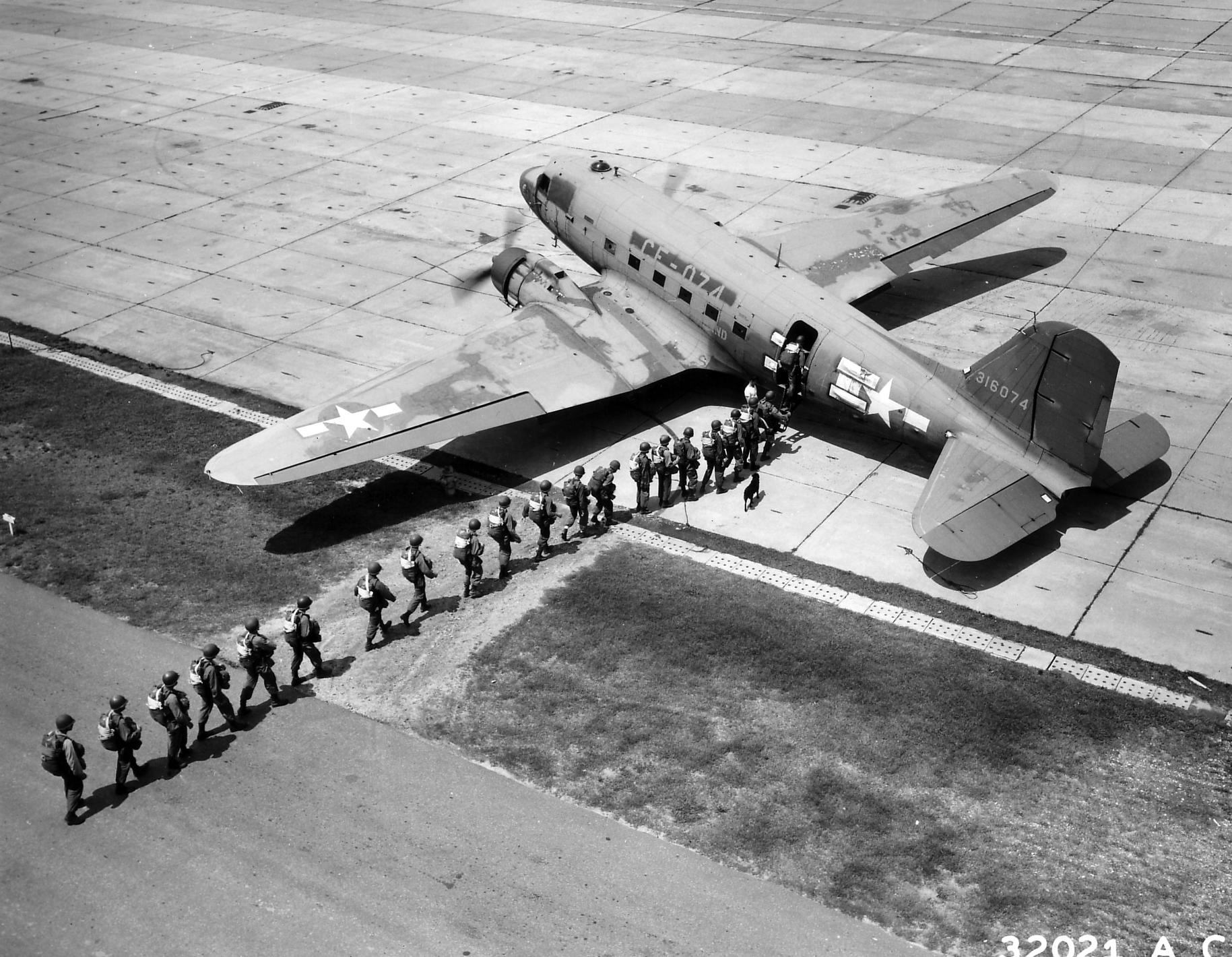
Lawson Field, Ft. Benning (Georgia).

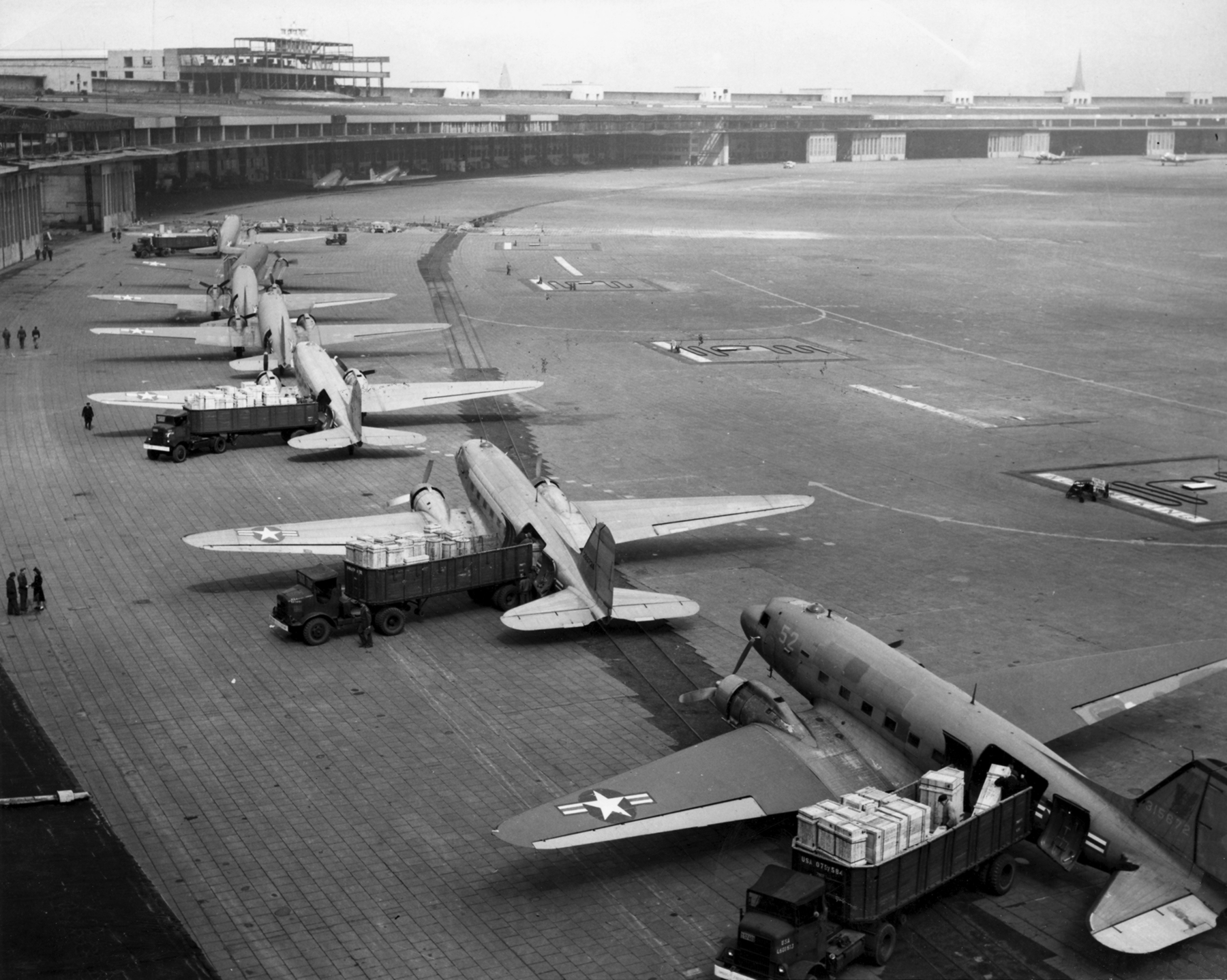
C-47s allineati mentre scaricano merci all'aeroporto di Berlino-Tempelhof durante il ponte aereo per Berlino.

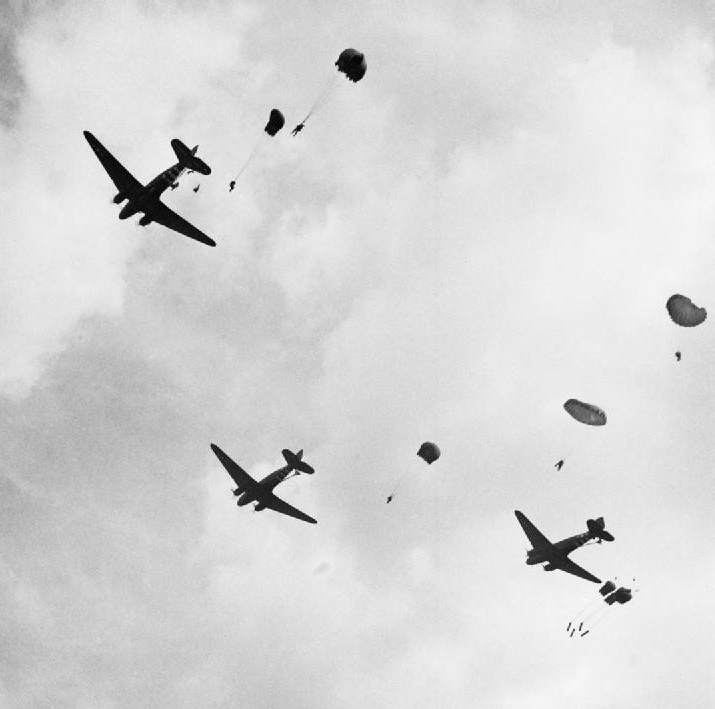
Lancio di paracadutisti da tre C-47.

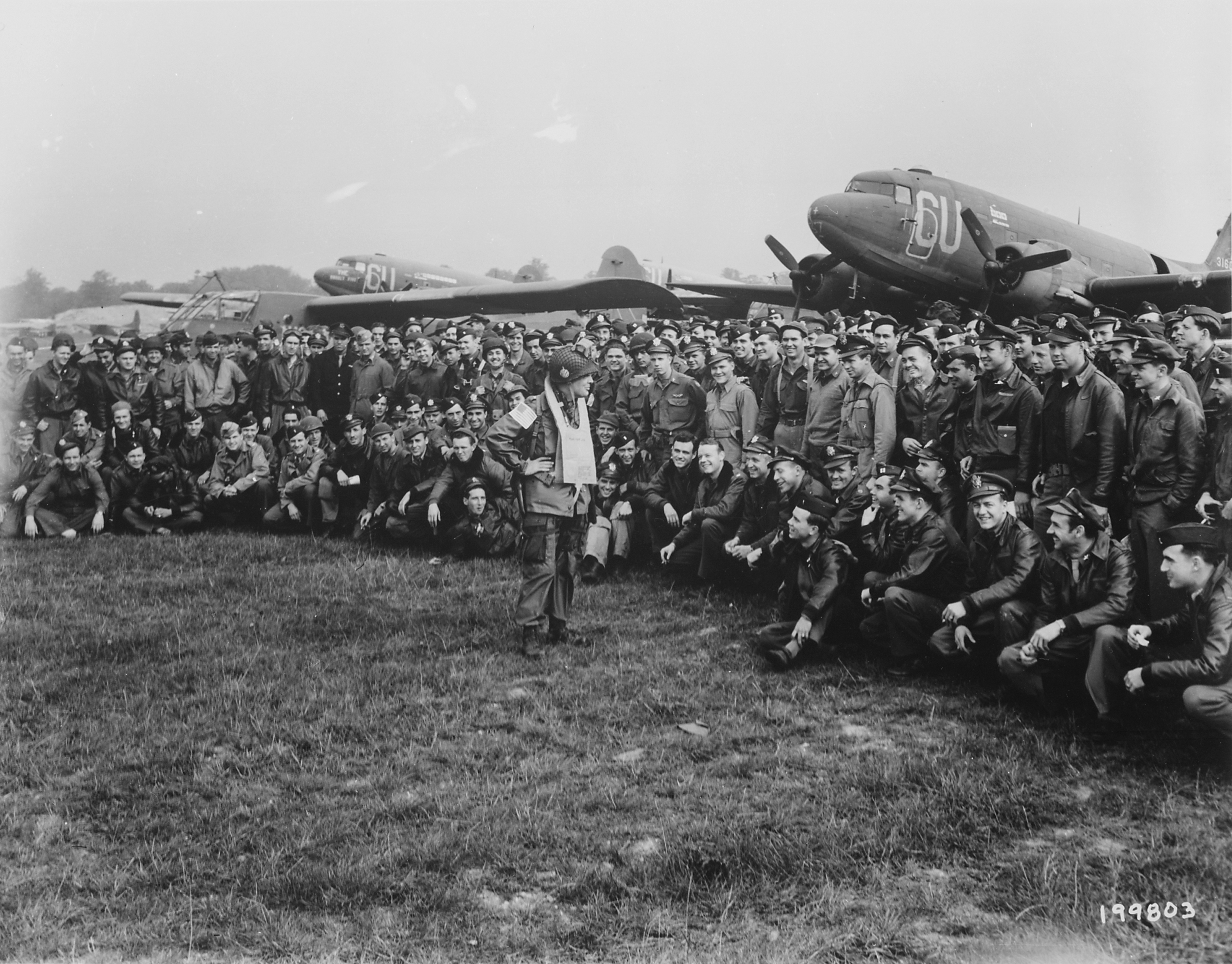
Il generale di brigata Anthony C. McAuliffe, comandante della artiglieria della 101st Airborne Division, parla con i paracadutisti il giorno D-Day meno 1. Sullo sfondo sono visibili un aliante Waco CG-4 e alcuni C-47.

Il C-47 fu il principale aereo da trasporto alleato e il suo impiego nella versione trasporto truppe denominata C-53 Skytrooper fu determinante, ad esempio, durante l'Operazione Overlord in Normandia, dove trasportò ogni tipo di materiali, di rifornimenti e lanciò truppe aviotrasportate.
Venne anche impiegato come velivolo traino per i pesanti alianti cargo CG-4 Waco (utilizzati anche nell'operazione Overlord), e per il traino di particolari versioni di C-47 prive di propulsione. Grazie alla sua "pulizia" aerodinamica infatti, il C-47 aveva anche buone caratteristiche nel volo planato; fu quindi sviluppata una versione "aliantistica" chiamata XCG-17: per il decollo era trainato in quota da un normale C-47, e rimaneva al traino per tutta la durata del volo fino all'atterraggio, che era invece autonomo; dato che si trattava di un normale C-47, con gondole motori e motori ma con carenature al posto delle eliche, in caso di necessita poteva essere velocemente riconvertito alla normale versione a decollo autonomo. C-47 furono utilizzati per l'approvvigionamento delle forze americane durante l'assedio di Bastogne, con lanci di materiale.
L'aereo è stato senza dubbio di vitale importanza per il successo di molte campagne alleate, in particolare a Guadalcanal e nelle giungle della Nuova Guinea, ma anche in Birmania dove solo il C-47 (e la sua versione navale, la R4D) ha reso possibile per le truppe alleate contrastare la mobilità delle truppe dell'esercito giapponese. 
Nel Pacifico, i C-47 sono stati anche utilizzati per trasferire i soldati in servizio al fronte fino alle retrovie e al rientro negli Stati Uniti.
Viene attribuita al generale Dwight Eisenhower l'affermazione secondo la quale i veicoli fondamentali per la vittoria degli alleati erano stati, insieme con le Jeep e i mezzi da sbarco, proprio i C-47.
Incidenti: 
Lago Carbonè, sulle cui rive poco dopo la fine della guerra, il 28 novembre 1947, si era schiantato un Dakota C47 militare americano, con numerose vittime.
Il 24 ottobre 1954 sul monte Carbonè si schiantò un altro C47 americano, con 21 vittime.

### Secondo dopoguerra
Il C-47 è stato utilizzato dagli americani nelle fasi iniziali del ponte aereo di Berlino, ed è stato successivamente sostituito dal C-54.
La Royal Canadian Air Force ha inoltre adottato il C-47 per le operazioni di ricerca e salvataggio fino a tutti gli anni '50.
Alcuni C-47 erano utilizzati dall'Aeronautica Jugoslava. Un relitto è "parcheggiato" nella base abbandonata di Željava, vicino ai Laghi di Plitvice.

### Impieghi civili
La produzione raggiunse il numero di 10.000 esemplari nei soli USA. Quindi alla fine del conflitto era presente un gran numero di C-47 in varie versioni.
Grazie alle sue grandi caratteristiche, il C-47 seppe rendersi utile anche in ambiti di pace; è ancora oggi uno degli aerei più utilizzati in molti paesi per le tratte a corto raggio, sia per il trasporto passeggeri sia merci.
La versione con motori turboelica denominata C-47TP è un esempio di come il C-47 ha saputo adattarsi ai più disparati ruoli.
Ne fu costruita anche una versione idrovolante, ma in un numero limitatissimo di esemplari. In alcuni casi fu anche dotato di pattini per poter operare in climi estremi.

### Lo Skytrain in Italia
Naturalmente, vista l'abbondanza di residuati bellici Alleati del dopoguerra, il DC-3 fu presente anche in Italia, andando a equipaggiare una galassia di compagnie aeree sia "storiche" sia create da zero, come la Società Italiana Servizi Aerei, la LAI, l'Itavia, o le Avio Linee Italiane.

A differenza di quanto avveniva in altre forze armate, il C-47 non fu utilizzato in Italia per lanci di paracadutisti visto che gli vennero preferiti altri aerei come il Savoia-Marchetti S.M.82, il C-119 Flying Boxcar e infine il C-130 Hercules. Tuttavia ebbe ugualmente impiego militare in ben 40 esemplari come trasporto VIP per ufficiali di Stato Maggiore, come velivolo per addestramento ai plurimotori e come piattaforma per contromisure elettroniche. Proprio in quest'ultima veste l'Aeronautica Militare italiana ne fece largo uso (71º Gruppo GE). Era un C-47 anche il velivolo Argo 16 in uso al SID che precipitò a Marghera il 23 novembre 1973.

Questo aeroplano rimase in servizio con l'Aeronautica Militare Italiana almeno fino alla metà degli anni ottanta.
Uno dei C-47 impiegati dall'AMI è oggi in mostra nell'hangar "Badoni" del Museo Storico dell'Aeronautica Militare, a Vigna di Valle. Altri sono in attesa di restauro al Parco Tematico dell'Aviazione di Rimini, che ospita già un DC-3 (ex R4D) appartenuto tra l'altro a Clark Gable. Di recente, il DC-3 N8383 è stato rimesso a nuovo e collocato all'ingresso dell'aeroporto di Torino-Caselle come gate guardian, con i colori della LAI e matricola I-LEON. Un altro è stato acquisito nella primavera 2012 dal parco Volandia.

## Denominazioni ufficiali e soprannomi
I C-47 in servizio nella RAF hanno preso il nome Dakota, dall'acronimo "DACOTA" di Douglas Aircraft Company, ma il C-47 ha anche guadagnato il soprannome "Gooney Bird" nel teatro delle operazioni in Europa.
Per l'USAF Strategic Air Command invece si chiamava "Skytrain" e rimase in servizio (ufficialmente) fino al 1967.
Durante il ponte aereo di Berlino i civili tedeschi gli attribuirono il soprannome di Rosinenbomber (Rosinen significa "uva passa").
La US Air Force ha continuato a usare il C-47 per i vari ruoli, tra cui l'AC-47 (nome in codice "Puff the Magic Dragon", o più semplicemente "Spooky"), solitamente armato con delle Minigun e impiegato come "cannoniera volante" durante la guerra del Vietnam. 
Oltre 2.000 esemplari vennero prodotti in URSS con il nome Lisunov Li-2 (nome in codice NATO Cab), copiando DC-3 regolarmente acquistati dagli USA dopo averne riconvertito le misure dalle standard units al sistema metrico decimale, e aggiungendo un compartimento bombe e una mitragliatrice in torretta dorsale.
Anche i giapponesi crearono una propria versione, lo Showa/Nakajima L2D (nome in codice alleato Tabby), che durante la seconda guerra mondiale volò con le insegne della Marina imperiale giapponese a fianco di una ventina di DC-3 ex-civili. Purtroppo, a causa delle enormi perdite subite dai giapponesi nel conflitto, nessun esemplare è sopravvissuto.

## Versioni

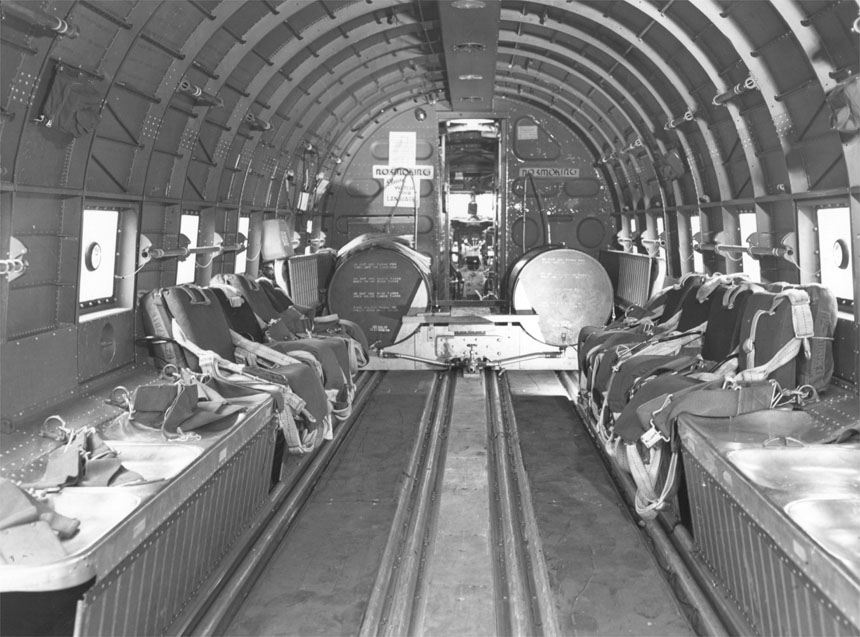
Vista degli interni di un Douglas C-47 ripreso all'aeroporto di Hendon in Inghilterra.

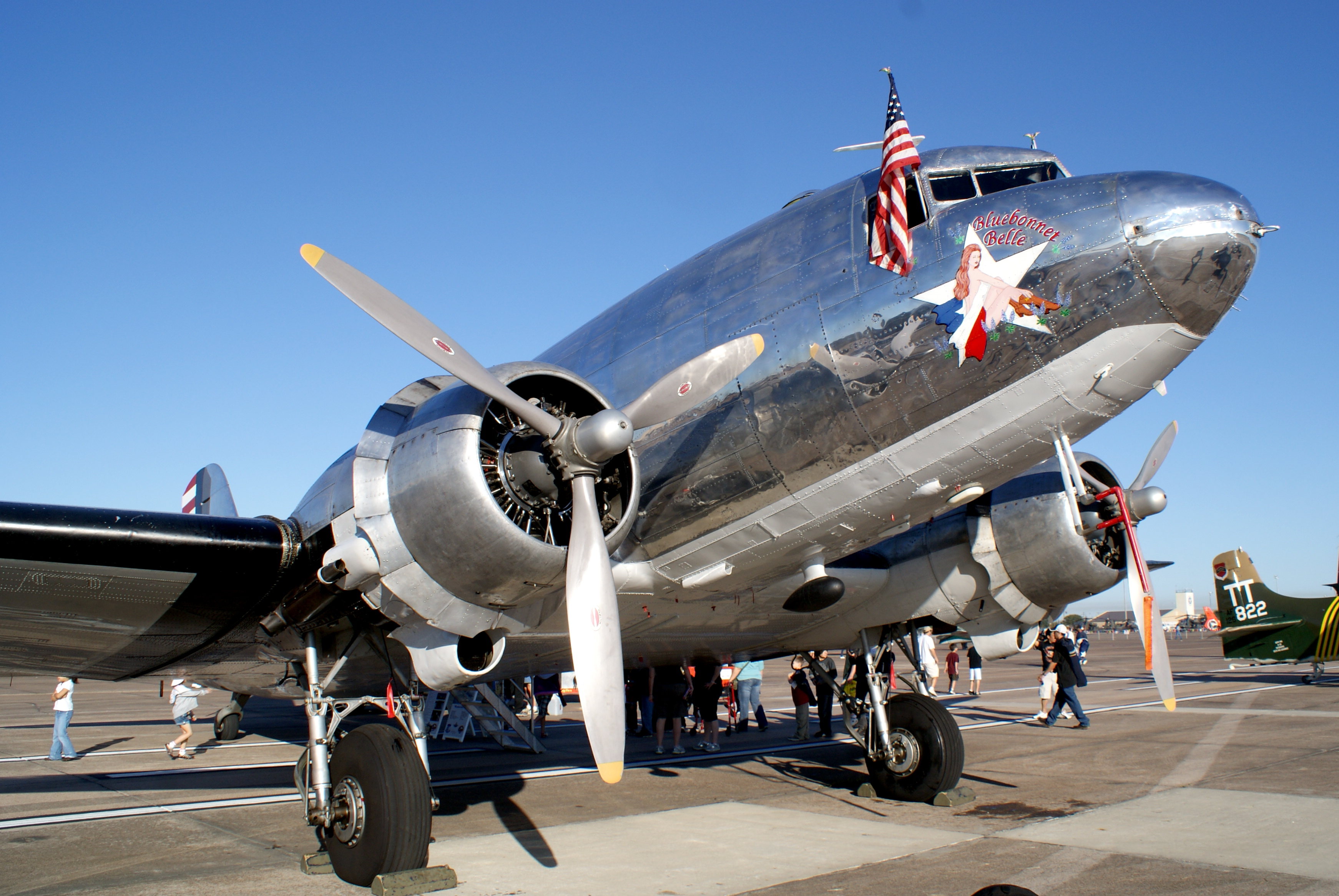
C-47B Skytrain immatricolato 43-49942.

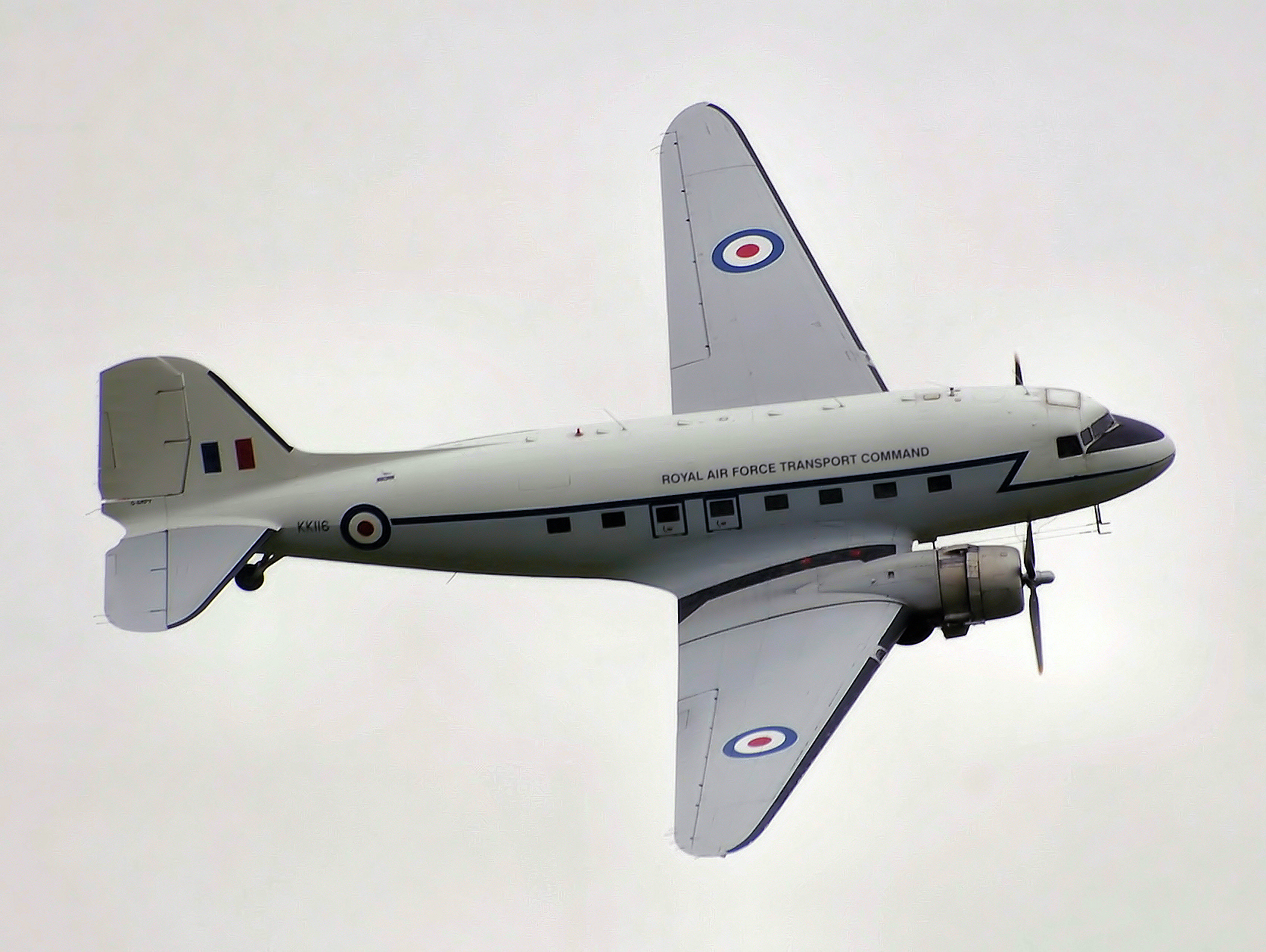
Dakota IV nella livrea del RAF Transport Command, proprietà della Air Atlantique Classic Flight britannica.

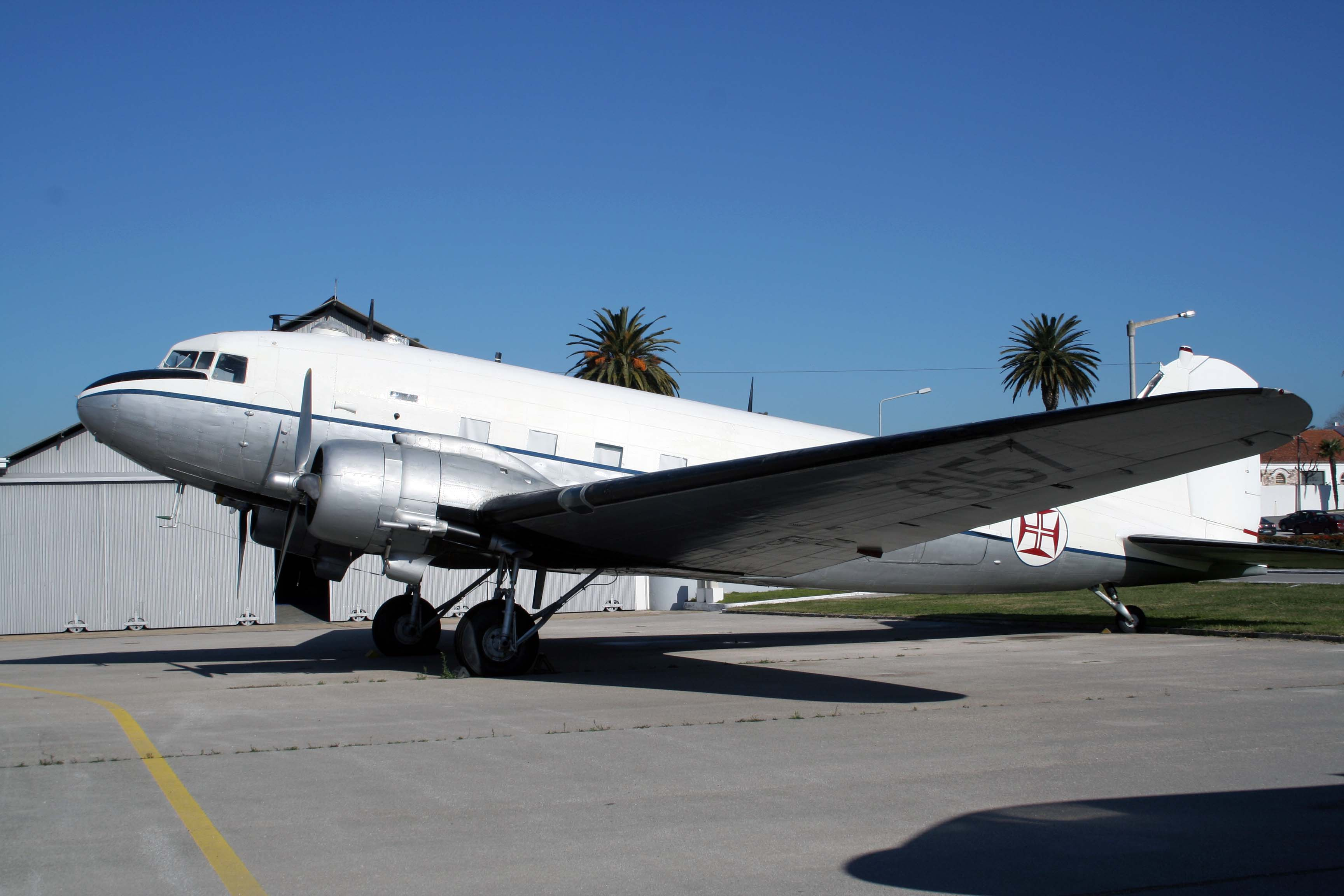
C-47A della Força Aérea Portuguesa.

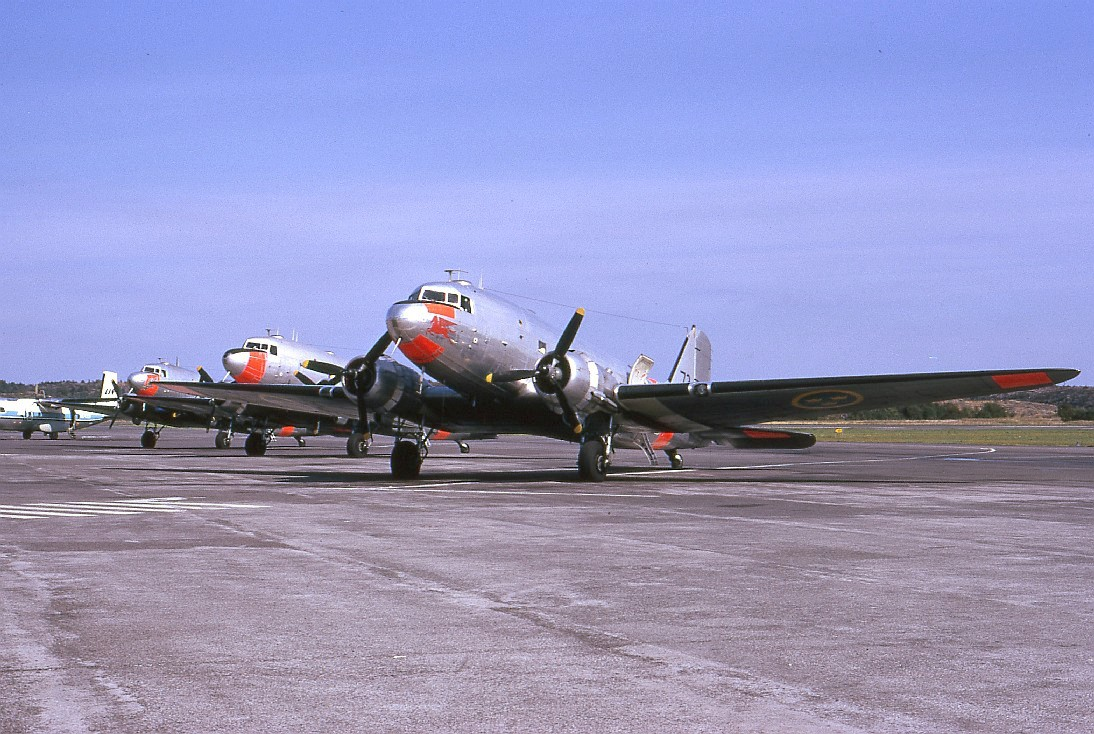
Tp 79 (C-47A) della Svenska Flygvapnet.

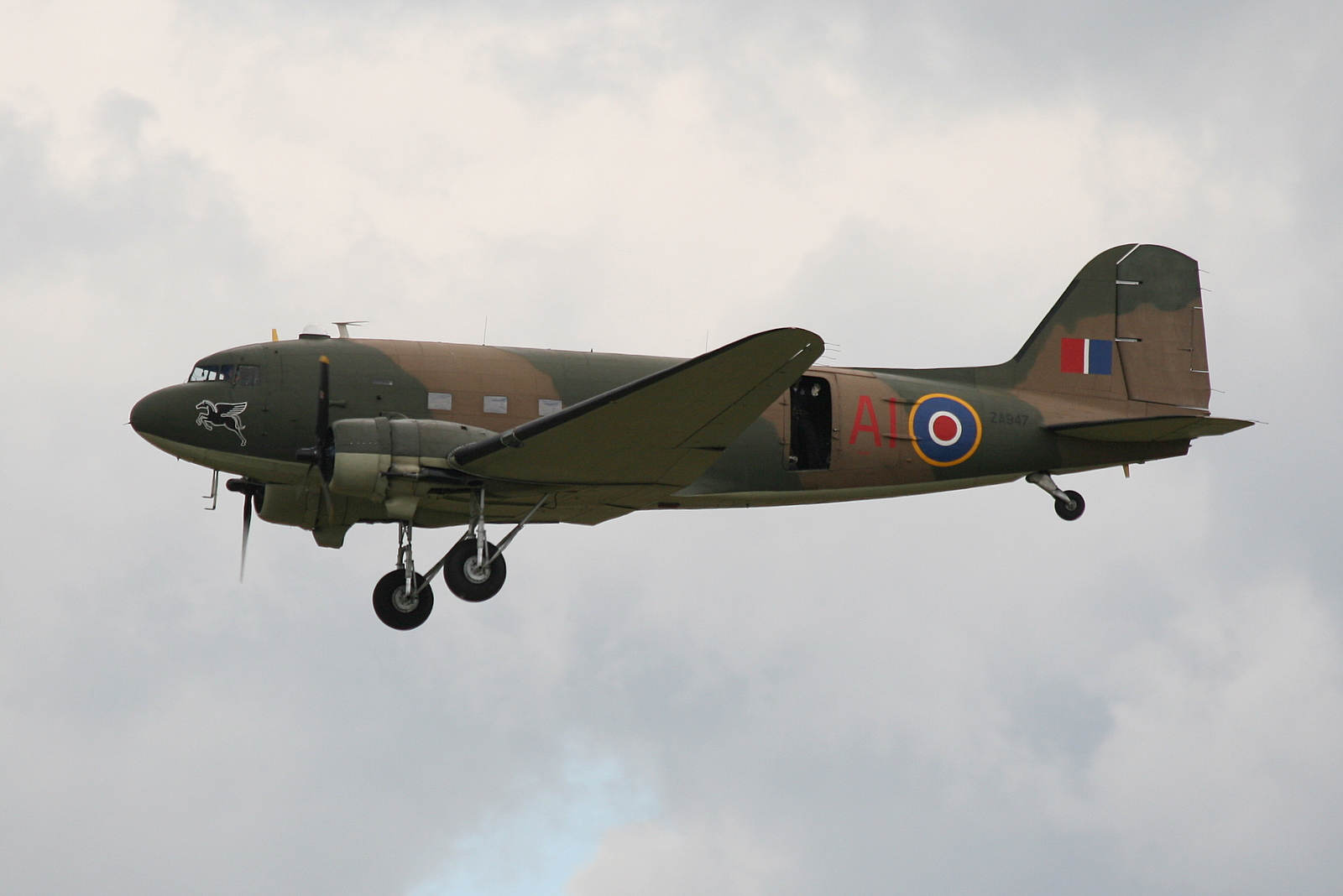
Un Dakota della Royal Air Force con il portellone per il lancio di paracadutisti aperto, ripreso a Duxford in Inghilterra nel 2008.

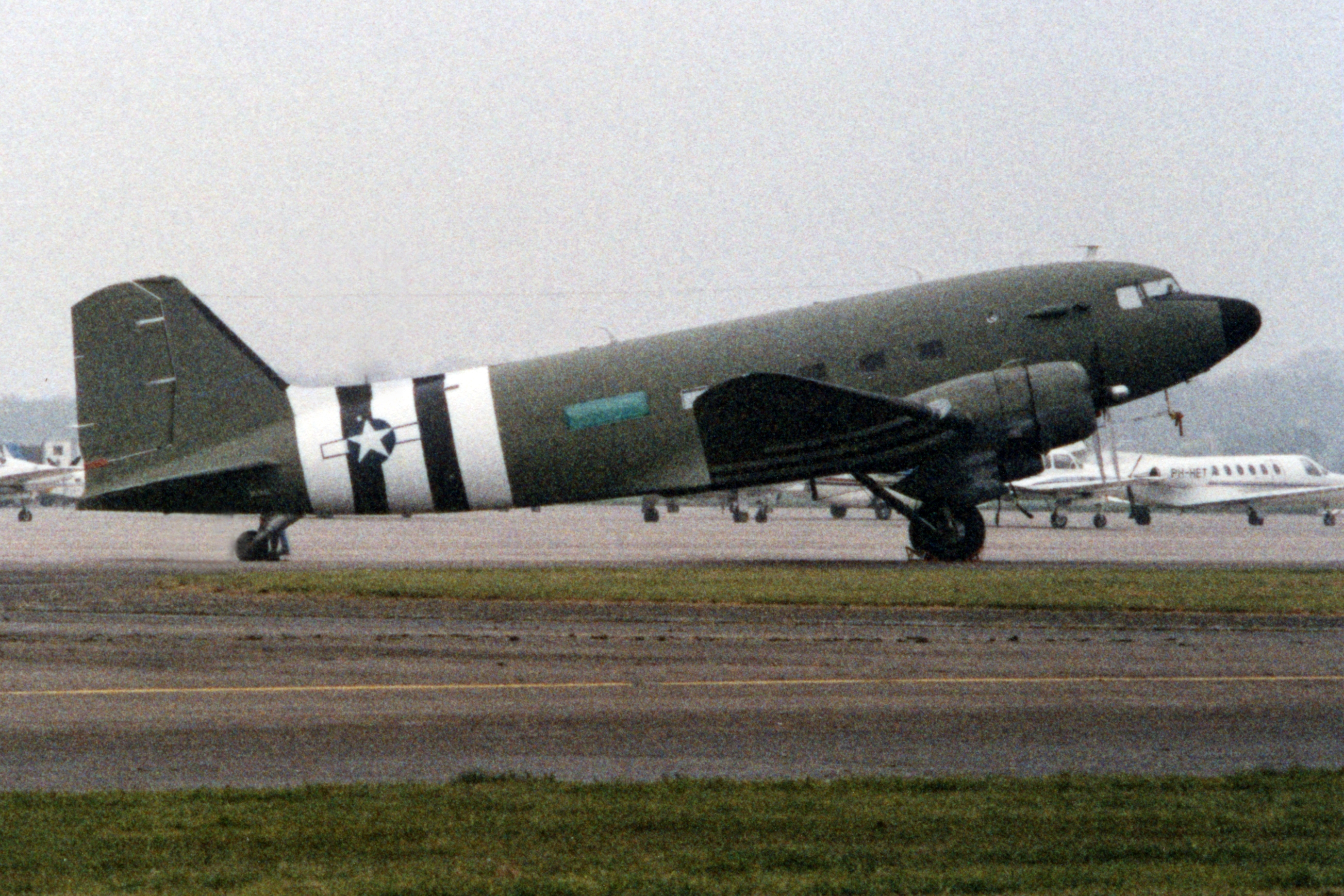
C-47 on livrea USAAF e le strisce di invasione, Rotterdam 1985.

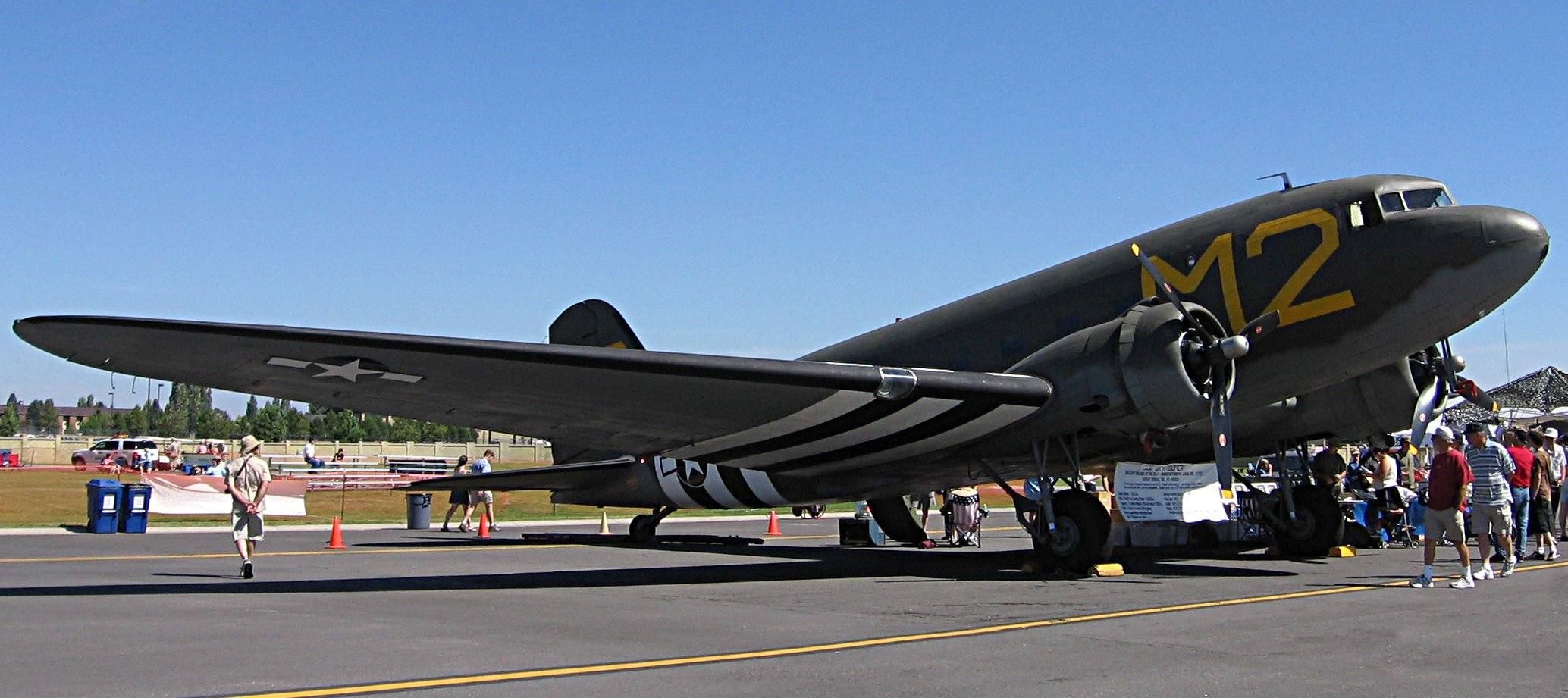
C-53D Skytrooper fotografato a un airshow.

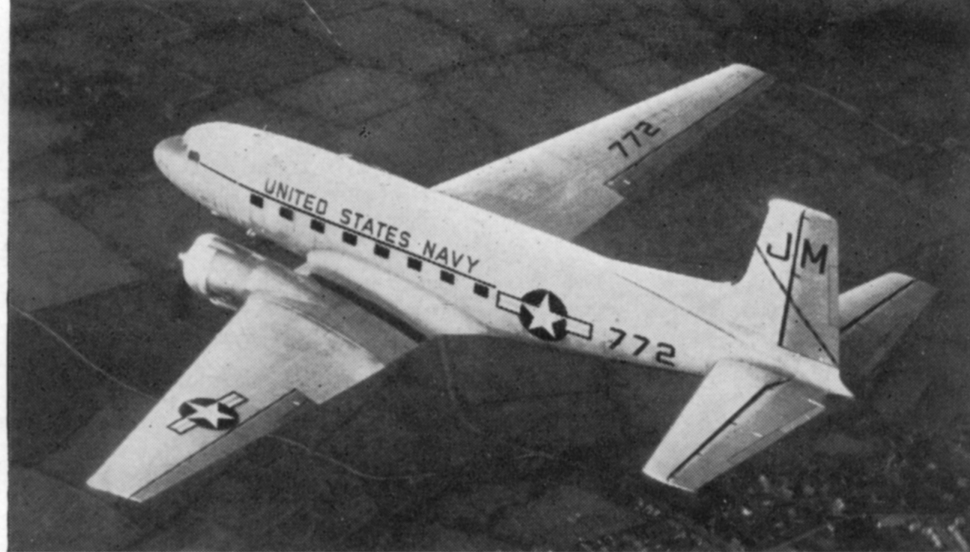
Un Douglas R4D-8.

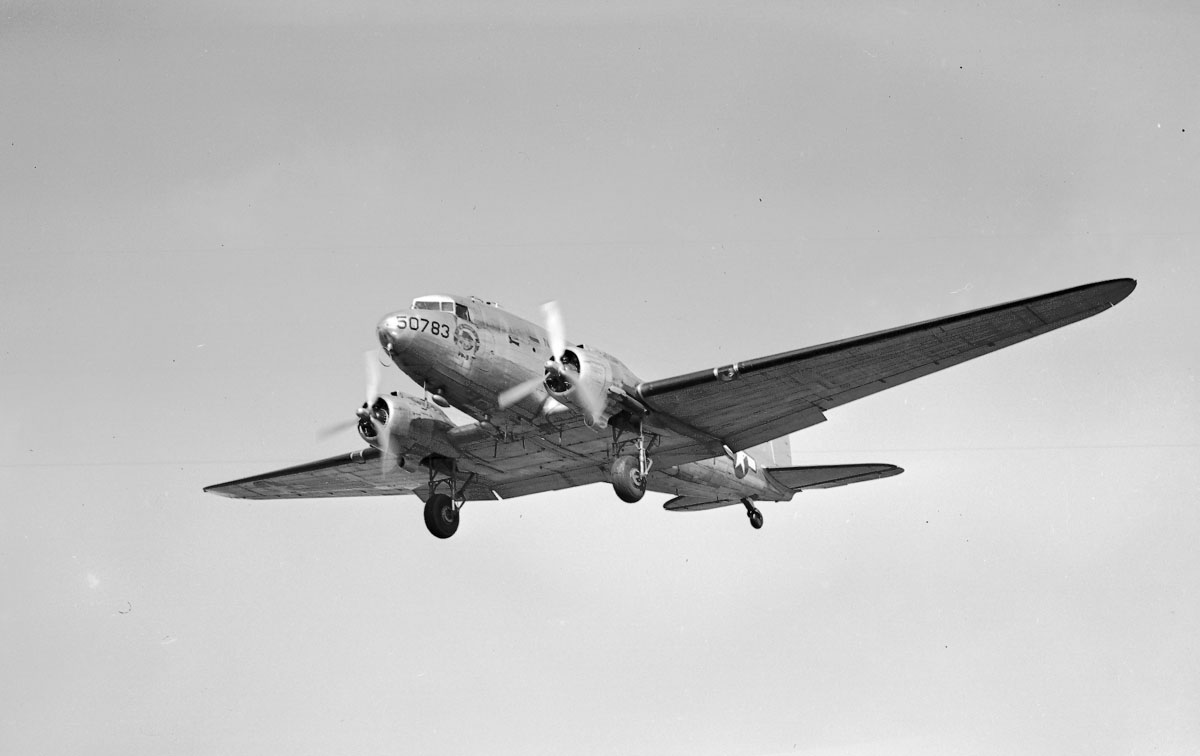
Un Douglas R4D-6.

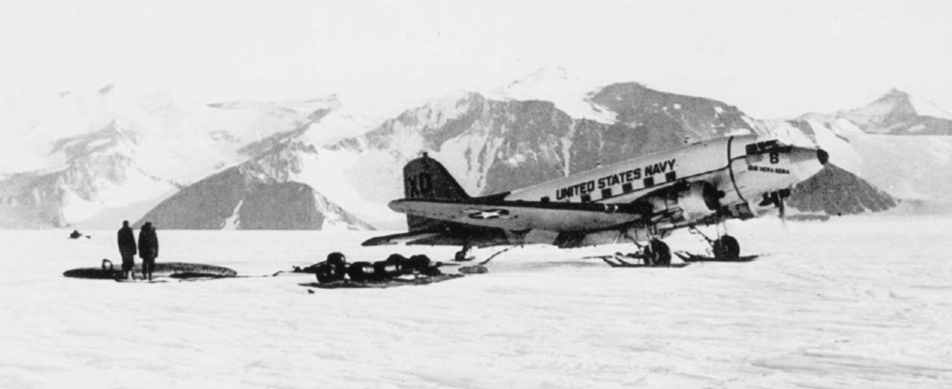
Un Douglas R4D-5L.

C-47
prima versione derivata dal DC-3 con 27 posti a sedere per le truppe; costruiti in 965 esemplari, 12 vennero destinati alla US navy come R4D-1
C-47A
C-47 designati come R4D-5.
RC-47A
C-47A, attrezzati per la ricognizione fotografica e missioni ELINT. 
SC-47A
C-47A attrezzati per la ricerca e salvataggio aereo (SAR), redisegnati come HC-47A nel 1962. 
VC-47A
C-47A, attrezzate per il trasporto VIP 
C-47B C-47 ter
con motori sovralimentati e capacità extra di carburante per coprire le rotte in Cina - Birmania - India, costruito in 3364 esemplari 
VC-47B VC-47 ter
C-47 ter, attrezzati per il trasporto VIP 
XC-47C
versione idrovolante con galleggianti 
C-47D
versione derivata dal C-47 ter 
AC-47D
versione cannoniera dodata di tre mitragliatrici Minigun da 7,62 millimetri 
EC-47D CE-47D
derivato dal C-47D con attrezzature per il ruolo Early Warning (allarme avanzato); nel 1962 è stato designato AC-47D. 
RC-47D
C-47D attrezzato per la ricognizione fotografica e missioni ELINT. 
SC-47D
C-47D attrezzato per la ricerca e salvataggio aereo; ridesignato HC-47D nel 1962. 
VC-47D
C-47D, attrezzato per il trasporto VIP 
C-47E
versione cargo: poteva, se adattata, portare fino a 27-28 passeggeri 
C-47F
YC-129 riprogettati; prototipi derivati dai precedenti modelli civili DC-3 per la valutazione da parte dell'USAF successivamente passarono alla US Navy come XR4D-8 
C-47L/M
C-47H/Js attrezzati per particolari tipologie di missioni: ALUSNA e MAAG 
EC-47N/P/Q
C e D-47A modificati per missioni ELINT / ARDF
C-47R
Un solo esemplare derivato da C-47 per l'impiego ad alta quota, in particolare per le missioni in Ecuador. 
C-47T
C-48
derivato da un DC-3A della United Air Lines
C-48A
Tre velivoli derivati da DC-3AS con 18 posti 
C-48B
Sedici velivoli derivati da DST-16 della United Air Lines; erano versioni aereo-ambulanza 
C-48C quater
Sedici velivoli derivati da DC-3AS con 21 posti 
C-49, C-49A, C-49B, C-49C, C-49D, C-49E, C-49F, C-49G, C-49H, C-49J, C-49K C-49, C-49A, C-49B, 49C-C, C-49D C-49E, 49F-C, C-49g, C-49H, C-49J, C-49K
Vari derivati da DC-3 
C-50, C-50A, C-50B, C-50C, C-50D C-50, C-50A, C-50B, 50C-C, C-50D
Vari modelli derivati da DC-3
C-51
aeromobili canadesi di Colonial Airlines con modifiche al portello 
C-52, C-52A, C-52B, C-52C, C-52D C-52, C-52A, C-52B, 52C-C, C-52D
DC-3A aeromobili con motori R-1830 
C-53 Skytrooper
versione del C-47 per il trasporto truppe 
XC-53A Skytrooper
un velivolo con modofiche all'aerodinamica
C-53B Skytrooper
versione del C-53 costruito in 8 esemplari, con maggiore autonomia e particolari strumenti di navigazione
C-53C Skytrooper
C-53 con portello di dimensioni maggiori, costruito in 17 esemplari 
C-53D Skytrooper
C-53C con modifiche al sistema elettrico, costruito in 159 esemplari
C-68
Due esemplari derivati da DC-3AS, con 21 posti 
C-117A Skytrooper
16 esemplari derivati da C-47B, per uso executive
VC-117A
Tre C-117s redesignati a trasporto VIP 
SC-117A
Un C-117 quater, convertito per il salvataggio in mare 
C-117B/VC-117B
variante per il volo in alta quota 
C-117D
R4D-8 redesignati 
LC-117D
USN R4D-8L redesignati 
TC-117D
USN R4D-8T redesignati
VC-117D
USN R4D-8Z redesignati 
YC-129
derivati da DC-3 
XCG-17
versione aliante del C-47 con 40 posti 
R4D-1 Skytrain
versione del C-47 per la US Navy 
R4D-2
Due DC-3s della Eastern Air Lines designati R4D-2F e poi R4D-2Z per la US Navy 
R4D-3
Venti C-53Cs per la US Navy 
R4D-4
Dieci velivoli derivati da DC-3s 
R4D-4R
Sette velivoli derivati da DC-3s per servizi executive 
R4D-4Q
versione derivata da R4D-4 per il trasporto e l'impiego di contromisure Radar 
R4D-5
variante C-47A con modifiche nell'impianto elettrico, redisegnati C-47H nel 1962, 238 vennero trasferiti all'USAF 
R4D-5L
R4D-5 per l'uso in Antartide, redisegnati LC-47H nel 1962 
R4D-5Q
R4D-5 per uso speciale come addestratori ECM, redisegnati CE-47H nel 1962 
R4D-5R
R4D-5 per l'uso executive ed il trasporto di 21 passeggeri, anche utilizzato come velivolo scuola, redisegnati TC-47H nel 1962
R4D-5S
R4D-5 per l'uso speciale come addestratore ASW, redesignati SC-47H nel 1962 
R4D-5Z
R4D-5 per il trasporto VIP, redesignati VC-47H nel 1962 
R4D-6
157 esemplari C-47Bs trasferiti al US Navy, redesignati C-47J nel 1962
R4D-6L, Q, R, S, e Z
Varianti della serie R4D-5, redesignati respettivamente LC-47J, CE-47J, TC-47J, SC-47J, e VC-47J nel 1962 
R4D-7
44 esemplari TC-47Bs trasferiti al USAF per l'uso come un addestratori per la navigazione, redesignati TC-47K nel 1962 
R4D-8
R4D-5 e R4D-6 modificati nelle ali e nelle superfici mobili, redesignati C-117D nel 1962 
R4D-8L
R4D-8 convertito per l'uso in Antartide, redesignati LC-117D nel 1962 
R4D-8T
R4D-8 convertito come addestratore di equipaggi, redesignati TC-117D nel 1962 
R4D-8Z
R4D-8 convertito come trasporto del personale, redesignati VC-117D nel 1962 
Dakota
così soprannominati dalla RAF i modelli C-47 e R4D-1 
Dakota II
soprannome dato dalla RAF ai DC-3s 
Dakota III
soprannome dato dalla RAF ai C-47A 
Dakota IV
soprannome dato dalla RAF ai C-47B
C-47TP Turbo Dakota
versione con moderni motori turboelica per impiego SAAF

## Utilizzatori
- Arabia Saudita
- Argentina
- Australia
- Belgio
- Benin
- Biafra
- Bolivia
- Brasile
- Bulgaria
- Burundi
- Birmania
- Cambogia
- Canada
- Cecoslovacchia
- Ciad
- Cile
- Repubblica di Cina
- Cina
- Colombia
- Rep. del Congo
- RD del Congo
- Corea del Nord
- Corea del Sud
- Costa d'Avorio
- Cuba

- Danimarca
- Ecuador
- El Salvador
- Egitto
- Etiopia
- Finlandia
- Francia
- Gabon
- Germania[10]
- Germania Est
- Germania
- Giappone
- Grecia
- Guatemala
- Haiti
- Honduras
- India
- Indonesia
- Iran
- Israele
- Italia
- Jugoslavia
- Laos
- Libia

- Madagascar
- Malawi
- Mali
- Marocco
- Mauritania
- Messico
- Monaco
- Paesi Bassi
- Nicaragua
- Niger
- Nigeria
- Norvegia
- Oman
- Nuova Zelanda
- Pakistan
- Panama
- Papua Nuova Guinea
- Paraguay
- Perù
- Filippine
- Polonia
- Portogallo
- Regno Unito
- Rhodesia

- Romania
- Ruanda
- Senegal
- Siria
- Somalia
- Spagna
- Sri Lanka
- Stati Uniti

 Sudafrica
 Sudafrica
Numerosi C-47A con motori a pistoni in servizio dal 1943 al 1990. 37 C-47A con motori a pistoni convertiti in C-47TP a partire dal 1990, nove dei quali rimasti in inventario, tutti non in condizioni di volo da almeno due anni.
- Svezia
- Thailandia
- Togo

 Turchia
- Türk Hava Kuvvetleri

110 C-47 in servizio tra il 1946 e il 1998.
- Ungheria
- Uganda
- Unione Sovietica
- Uruguay
- Venezuela
- Vietnam
- Vietnam del Sud
- Repubblica del Sud Vietnam
- Yemen
- Zaire
- Zambia

11 C-47 ricevuti tra il 1964 e il 1973.

## Nella cultura di massa
- In ambito cinematografico il Dakota/Skytrain compare in vari film, specialmente in quelli ambientati durante la seconda guerra mondiale. Fra questi: Il giorno più lungo, La notte dell'aquila, I 4 dell'Oca selvaggia e Quell'ultimo ponte. Compare inoltre in Quantum of Solace e Spie come noi.
- In ambito televisivo, compare nella serie Band of Brothers - Fratelli al fronte.
- In ambito musicale, è apparso nel videoclip della canzone Breathless dei The Corrs (2000).
- In ambito videoludico, appare come Douglas C-47 nel gioco Battlefield 1942: Secret Weapons of WWII, come aereo cargo e respawn point mobile giocabile sia in modalità singola, sia multigiocatore online.
- In ambito musicale, l'interno della carlinga di un AC-47, in assetto di cannoniera volante, è raffigurato nella copertina dell'album del 1989 Agent Orange della band thrash metal tedesca Sodom. All'interno dell'album omonimo, la traccia Magic Dragon narra proprio dell'AC-47.